# Gaudi (Album)
Gaudi ist ein Album der britischen Band The Alan Parsons Project. Es war das letzte Studioalbum der Band und wurde 1987 veröffentlicht. Der Albumtitel bezieht sich auf den Architekten Antoni Gaudí, der erste Song auf dessen bekanntestes Bauwerk, die Kirche Sagrada Família.
Die Stücke Closer to Heaven und Money Talks wurden in einer Episode der TV-Serie Miami Vice verwendet, Paseo de Gracia in einer anderen. Das Thema wurde 1992 durch Eric Woolfson zum gleichnamigen Musical weiterentwickelt.

## Titelliste
1. La Sagrada Familia – 8:46
2. Too Late – 4:31
3. Closer to Heaven – 5:52
4. Standing on Higher Ground – 5:03
5. Money Talks – 4:26
6. Inside Looking Out – 6:22
7. Paseo de Gracia (Instrumental) – 3:47

Die Wiederveröffentlichung von 2008 enthält folgende Bonustracks:
1. Too Late [Eric Woolfson Rough Guide Vocal]
2. Standing on Higher Ground/Losing Proposition [Vocal Experiments]
3. Money Talks [Chris Rainbow/Percussion Overdubs]
4. Money Talks [Rough Mix Backing Track]
5. Closer to Heaven [Sax/Chris Rainbow Overdub Section]
6. Paseo de Gracia [Rough Mix]
7. La Sagrada Familia [Rough Mix]